# Acusilas
Genre
Acusilas est un genre d'araignées aranéomorphes de la famille des Araneidae.

## Distribution
Les espèces de ce genre se rencontrent en Asie du Sud-Est, en Asie de l'Est et en Afrique subsaharienne.

## Liste des espèces
Selon World Spider Catalog (version 22.5, 01/12/2021) :
- Acusilas africanus Simon, 1895
- Acusilas callidus Schmidt & Scharff, 2008
- Acusilas coccineus Simon, 1895
- Acusilas dahoneus Barrion & Litsinger, 1995
- Acusilas lepidus (Thorell, 1898)
- Acusilas malaccensis Murphy & Murphy, 1983
- Acusilas spiralis Schmidt & Scharff, 2008
- Acusilas tongi Mi & Li, 2021
- Acusilas vei Schmidt & Scharff, 2008
- Acusilas vilei Schmidt & Scharff, 2008

## Publication originale
- Simon, 1895 : Histoire naturelle des araignées. Paris, vol. 1, p. 761-1084 (texte intégral).